# 태일이
"태일이" 2021년 공개된 대한민국의 장편 애니메이션 영화이다. 1970년의 평화시장에서 투쟁하던 전태일의 이야기를 다루고 있다. 명필름이 전태일 50주기를 맞아 제작을 시작하였고 홍준표가 감독을, 장동윤, 염혜란, 진선규, 박철민, 권해효, 태인호 등이 목소리를 맡았다. 관객수 11만명을 돌파 했고 나중에 특별상을 수상했다.  

## 출연
- 장동윤 - 전태일 역
- 염혜란 - 이소선 역
- 진선규 - 전상수 역
- 박철민 - 재단사 신씨 역
- 권해효 - 한미사 사장 역
- 태인호 - 오형사 역
- 정예진 - 이영미 역
- 신정윤 - 수환 역
- 김희정 - 효숙 역
- 안동구 - 영배 역
- 강태우 - 종우 역
- 이나영 - 금화 역
- 이원준 - 근로감독관 역
- 김정팔 - 평화시장 대표 역
- 최병윤 - 김 목사 역

## 제작
명필름과 스튜디오루머가 제작하고 질라라비와 전태일재단이 공동 제작하였다.
명필름은 전태일이 분신한 1970년을 함께한다는 뜻으로 공동제작위원 1970명을 모집하는 영화 《태일이》 1970인 제작위원 ‘태일이 친구들’ 참여 운동을 벌이고 있다.